# Фонтанар
Фонтанар (ісп. Fontanar) — муніципалітет в Іспанії, у складі автономної спільноти Кастилія-Ла-Манча, у провінції Гвадалахара. Населення — 2156 осіб (2010).
Муніципалітет розташований на відстані близько 55 км на північний схід від Мадрида, 10 км на північ від Гвадалахари.

## Демографія
Динаміка населення (INE ):